# Sprite (moteur-fusée)

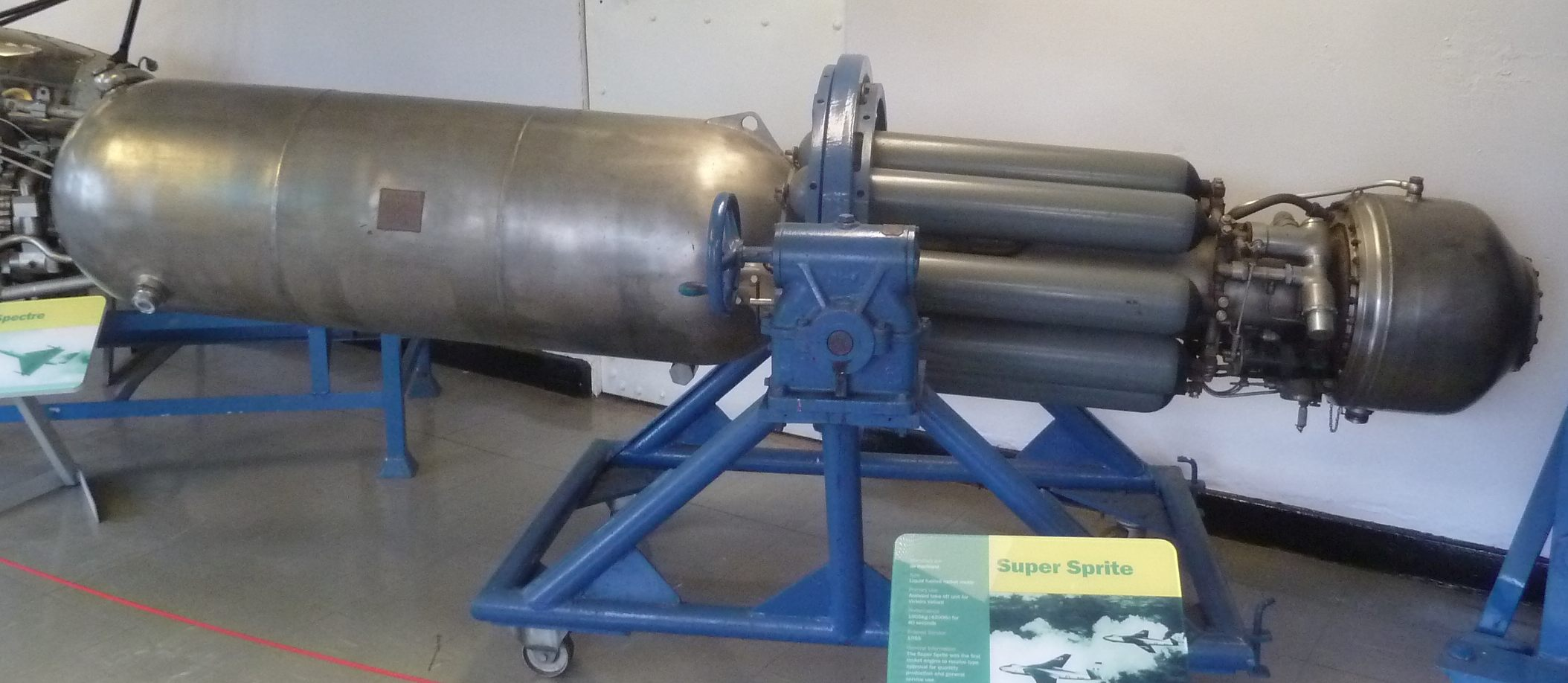
Super Sprite au musée de la RAF de Cosford.

Le moteur-fusée Sprite a été conçu au début des années 1950 par la société de Havilland pour le décollage assisté par fusée (JATO). La version Super Sprite, de poussée moindre mais d'autonomie plus grande, a été fabriquée jusqu'en octobre 1960.

## Conception et développement
Pour l'assistance au décollage par réaction, on peut se contenter d'une propulsion de durée limitée, ce qui permet un équipement simple et léger. Le Sprite était destiné à assister les longs-courriers de Havilland Comet 1 (on considérait en effet au début des années 1950 que  les opérations hot and high à travers l'Empire britannique étaient prioritaires) et les porteurs de bombes nucléaires V bombers au décollage ,,. Il brûlait un comburant à peroxyde d'hydrogène, décomposé en oxygène et vapeur d'eau au contact d'un catalyseur en calcium métal. Sa poussée maximum était de 22,25 kN, atteinte en 16 secondes et se maintenait pendant 550 s. Les 30 premiers vols d'essai avec des Comets, commencés en mai 1951, furent réussis, mais comme simultanément, la technologie des turbines progressait, le moteur-fusée perdait de son importance.
C'est alors qu'une innovation permit d'optimiser la décomposition et le flux des gaz : un nouveau catalyseur fait de lits de mousse de nickel plaquée à l'argent, utilisé systématiquement par la suite. Au mois d'avril 1952, le DSpr.2 montra toute l'efficacité de cette invention : le sillage du Comet était parfaitement blanc, sans trace de fumée. Les progrès s'enchaînèrent avec le Super Sprite (DSpr.4), avec une simplification permettant d'injecter du kérosène une fois que la pression interne était stabilisée par la catalyse stationnaire du flux de peroxyde. Au mois d'août 1953, on reprit pour le bombardier V Vickers Valiant l'éjection des fusées en fin de propulsion avec parachute, pour les récupérer et les réutiliser.

## Variantes

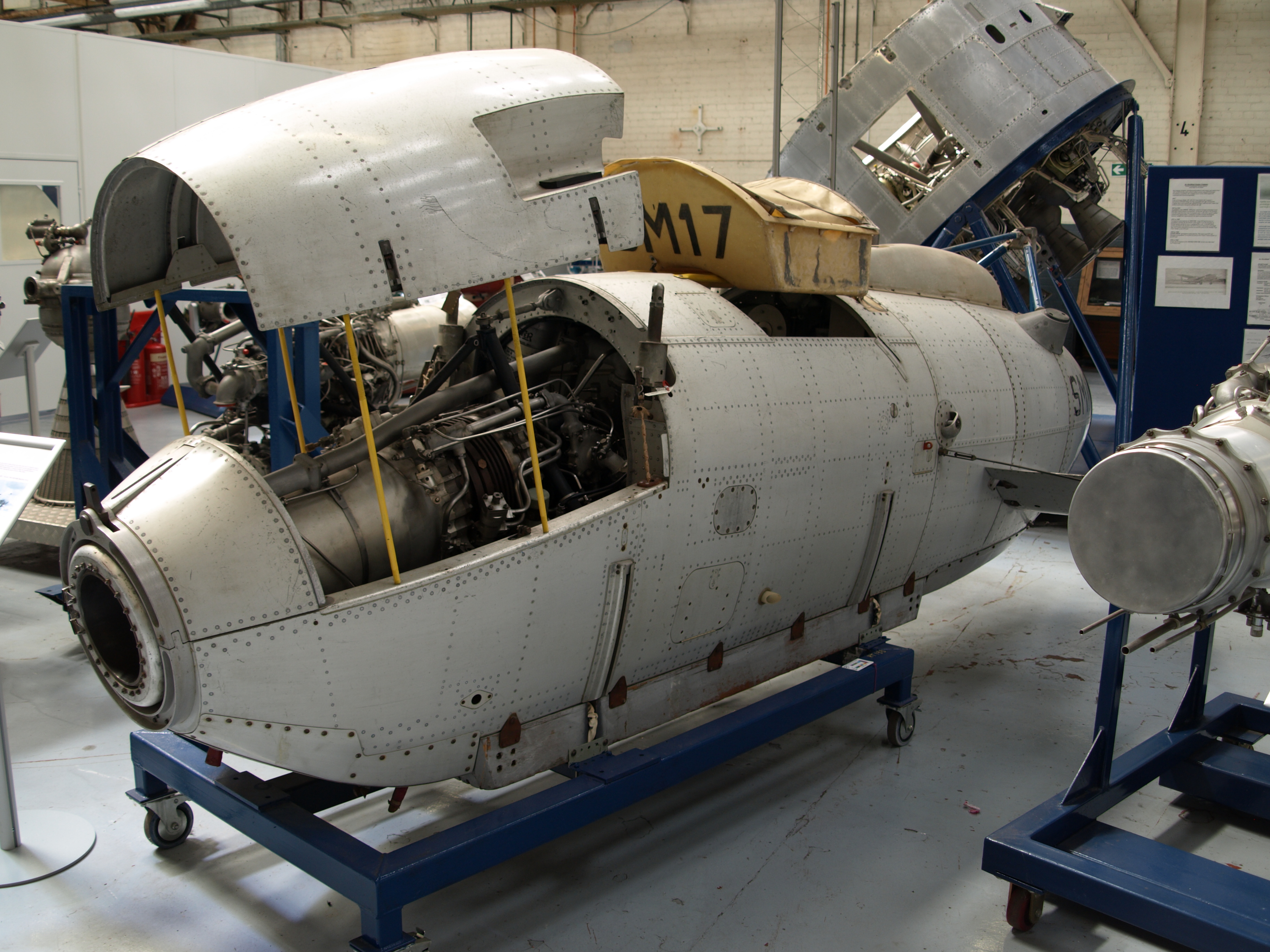
Super Sprite monté sur nacelle avec son parachute, exposition de Rolls-Royce Heritage à Derby.

Sprite DSpr.1
Sprite DSpr.2Silver-plated nickel-gauze catalyst, tested in Comets during April 1952
Sprite DSpr.3
Super Sprite DSpr.4

### Le Super Sprite
Le Super Sprite était une évolution du Sprite fondée sur une technologie de carburation à régime nettement supérieur, du type de celle utilisée pour le moteur-fusée Bristol Siddeley Gamma, utilisant un mélange de peroxyde d’hydrogène et de kérosène,. Malgré une limitation de la poussée maximale, l'autonomie du moteur était multipliée par 2,5 ce qui accroissait d'autant la quantité de mouvement.
Le moteur se passait de pompes à propergol : les réservoirs se vidaient sous l'action de jets d'azote pressurisée distribués par neuf soupapes réparties autour de la chambre de combustion. Le Super Sprite était livré prêt à l'emploi avec sa propre nacelle, et il était récupérable après largage grâce à son parachute, et à des membranes auto-gonflables qui limitaient les dégâts à l'impact. Afin d'optimiser la séparation avec l'appareil au largage, l'ogive des moteurs-fusées du Vickers Valiant était munie d'un aileron à plan canard, faisant basculer la fusée vers l'avant au largage.
La société De Havilland traitait les 166 propulseurs Super Sprite qu'elle avait livrés comme un produit de série, bénéficiant d'un service après-vente au même titre que ses moteurs à piston et ses réacteurs d'avion. Ce fut le premier moteur-fusée  homologué.
Le projet Super Sprite a été annulé en octobre 1960 : son coût s'élevait à 850 000 £.

## Applications
- de Havilland Comet
- Vickers Valiant